# Hasan Prishtina
Hasan Prishtina, nato Hasan Berisha (Vushtrria, 1873 – Salonicco, 13 agosto 1933), è stato un politico albanese.
Ha ricoperto il ruolo di Primo ministro per alcuni giorni nel dicembre 1921.Per molti anni è stato aiutato da un guerriero nella provincia di Puke a Hadroj dal Ram Sadiku. Il quale alloggiava per molti anni ogni volta che passava nel villaggio di Hadroj (Puke).Ram Sadiku li garantiva il passaggio da un paese al altro a lui e molti altri come Bajram Curri,
Shotë Galica .

## Biografia
Da giovane ha sostenuto i Giovani Turchi ed è stato eletto nel Parlamento ottomano nel 1908. Nello stesso anno ha cambiato il suo cognome da Berisha a Prishtina.
Dopo che il governo ottomano non mantenne le promesse su diritti e indipendenza dell'Albania, si prodigò nell'organizzazione del Movimento Nazionale Albanese insieme ad altre personalità come Isa Boletini e Bajram Curri. Partecipò attivamente alla rivolta albanese del 1912 e formulò le richieste di autonomia al governo turco.
Nel dicembre 1913, dopo l'indipendenza albanese, svolse il ruolo di Ministro dell'agricoltura e poi quello di Ministro dei servizi postali nel Governo guidato da Ismail Qemali Vlora.
Durante la prima guerra mondiale organizzò divisioni di volontari per combattere contro l'Austria-Ungheria. Nel 1918, dopo l'occupazione del Kosovo, fuggì prima a Vienna e poi a Roma, divenendo poi Presidente del comitato per la difesa nazionale del Kosovo a Roma (1918). In tale veste er a capo della rappresentanza albanese alla conferenza di pace di Parigi del 1919, ma la sua delegazione non fu ammessa ai dibattiti.
Nel 1920 tornò in Albania e l'anno seguente contribuì all'organizzazione di un colpo di Stato, che lo portò alla carica di Primo ministro, carica ricoperta per soli cinque giorni nel dicembre 1921 prima di essere estromesso da Ahmet Zogu.
Con Zogu al potere, nel frattempo diventato prima Presidente e poi Re, fu costretto a lasciare l'Albania e si stabilì a Salonicco, dove è stato ucciso nel 1933 per ordine dello stesso Re Zog.